# 亀嵩駅
亀嵩駅（かめだけえき）は、島根県仁多郡奥出雲町郡（）にある、西日本旅客鉄道（JR西日本）木次線の駅である。愛称は「少彦名命」（すくなひこなのみこと）。
松本清張原作の小説・映画『砂の器』のワンシーンとして登場する駅でもある。

## 歴史
- 1934年（昭和9年）11月20日：鉄道省木次線出雲三成駅 - 八川駅間延伸時に開設[1]。
- 1971年（昭和46年）10月1日：国鉄職員による乗車券発売停止[8]、手小荷物扱い廃止[9][10]。
- 1987年（昭和62年）4月1日：国鉄分割民営化に伴い、JR西日本の駅となる[1]。

## 駅構造
単式ホーム1面1線を有する地上駅。以前は相対式ホーム2面2線であったが、2番のりばの線路が撤去されて停留所構造となり、現在は駅舎側1番のりばのみ（備後落合方面に向かって左側）で運用されている。
駅舎には蕎麦屋の扇屋が営業しており、乗車券販売を同店の店主に委託する簡易委託駅（木次鉄道部管理）となっている。名物の奥出雲そばは、事前に電話予約すれば、列車到着に合わせてホームで受取ることも可能。なお、毎週火曜日は定休日である（火曜日が祝日の場合は営業）。

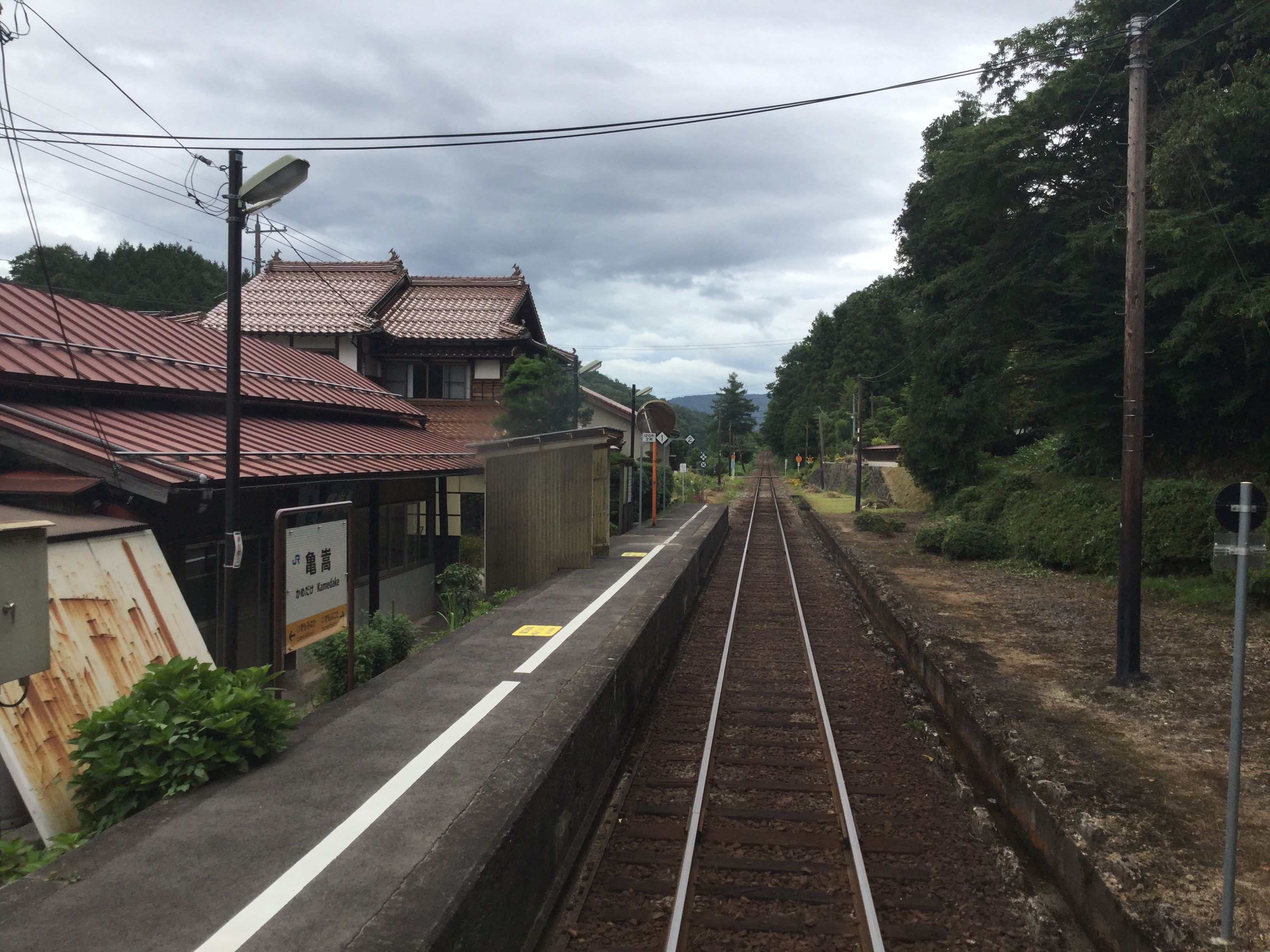
ホーム（2019年8月、列車内から）
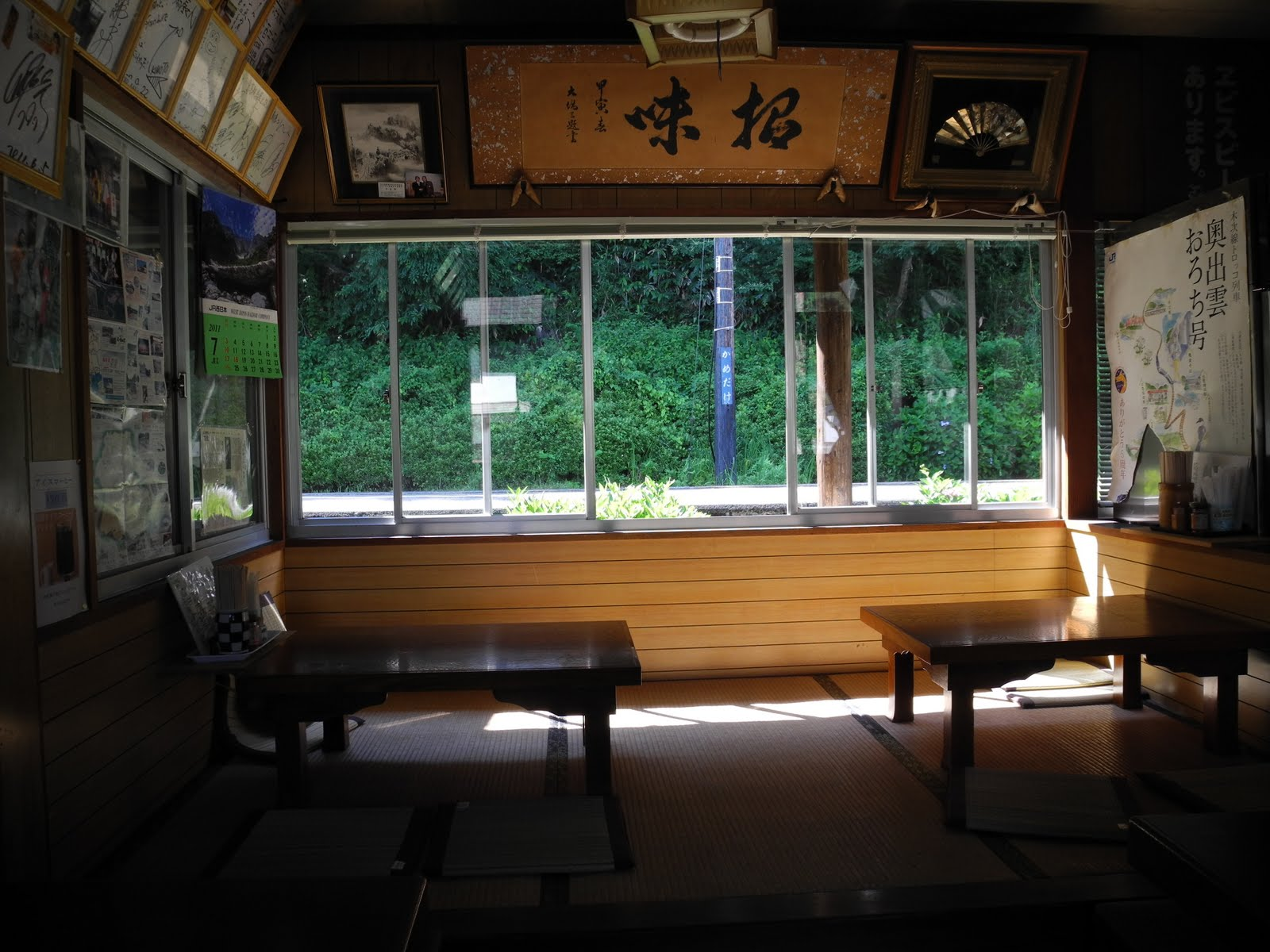
駅舎内に併設された蕎麦屋「扇屋」から駅のホームを望む（2011年7月）

## 利用状況
近年の1日平均乗車人員の推移は以下の通り。
| 乗車人員推移 | 乗車人員推移 | 出典       |
| 年度         | 1日平均人数  | 出典       |
| ------------ | ------------ | ---------- |
| 1996         | 79           | [ 統計 2 ] |
| 1997         | 73           | [ 統計 2 ] |
| 1998         | 70           | [ 統計 2 ] |
| 1999         | 65           | [ 統計 2 ] |
| 2000         | 62           | [ 統計 2 ] |
| 2001         | 54           | [ 統計 3 ] |
| 2002         | 49           | [ 統計 3 ] |
| 2003         | 50           | [ 統計 3 ] |
| 2004         | 44           | [ 統計 3 ] |
| 2005         | 41           | [ 統計 3 ] |
| 2006         | 39           | [ 統計 4 ] |
| 2007         | 35           | [ 統計 4 ] |
| 2008         | 34           | [ 統計 4 ] |
| 2009         | 35           | [ 統計 4 ] |
| 2010         | 32           | [ 統計 4 ] |
| 2011         | 33           | [ 統計 5 ] |
| 2012         | 37           | [ 統計 5 ] |
| 2013         | 39           | [ 統計 5 ] |
| 2014         | 28           | [ 統計 5 ] |
| 2015         | 23           | [ 統計 5 ] |
| 2016         | 23           | [ 統計 6 ] |
| 2017         | 23           | [ 統計 6 ] |
| 2018         | 23           | [ 統計 6 ] |
| 2019         | 22           | [ 統計 6 ] |
| 2020         | 20           | [ 統計 6 ] |
| 2021         | 15           |            |
| 2022         | 15           |            |

## 駅周辺
亀嵩地区の主要施設・集落は駅から3kmほど安来側（東側）にある。なお、駅前には奥出雲交通のバス停留所がある。
- 道の駅酒蔵奥出雲交流館
- 亀嵩温泉玉峰山荘
- 国道432号
- 島根県道156号木次横田線
- 亀嵩川
- 伝和泉式部終焉の地
- 湯野神社 ‐ 「出雲国風土記」にも登場する古い神社で、亀嵩温泉の「薬湯の守護神」と言われ、映画「砂の器」のロケ地としても知られる[13][14]。

## 小説『砂の器』
当駅は松本清張の小説『砂の器』に登場した。ただし、映画版（1974年）では実際の亀嵩駅では無く、ホームは出雲八代駅、駅舎は八川駅で撮影された。カメラマンの川又昻によれば、亀嵩駅を使わなかった理由は「そばの看板が邪魔になったのと、崖が迫っていてカメラが引けなかったから」と話している。なお、テレビドラマでは亀嵩駅のロケ地は以下のとおりとなっている。
- 1977年（フジテレビ、仲代達矢主演）：亀嵩駅[16]
- 2004年（TBS・日曜劇場、中居正広主演）：篠目駅（山口線）[17]
- 2011年（テレビ朝日・松本清張ドラマスペシャル、玉木宏主演）：雲井駅（信楽高原鐵道）[18]
- 2019年（フジテレビ開局60周年特別企画ドラマ、東山紀之主演）：亀嵩駅[4]

## 隣の駅
西日本旅客鉄道（JR西日本）
 木次線
出雲三成駅 - 亀嵩駅 - 出雲横田駅

#### 統計資料
1. ↑  “島根県統計書”. しまね統計情報データベース.   島根県政策企画局. 2025年2月5日閲覧。
2. ↑  “運輸・通信（平成12年版） 表101の1 駅別1日平均乗車人員数”. しまね統計情報データベース (shimane-toukei.jp).   島根県. 2023年3月7日閲覧。
3. ↑  “運輸・通信（平成17年版） 98（1）-1 駅別1日平均乗車人員数”. しまね統計情報データベース (shimane-toukei.jp).   島根県. 2023年3月7日閲覧。
4. ↑  “運輸・通信（平成22年版） 10-3（1）駅別1日平均乗車人員数”. しまね統計情報データベース (shimane-toukei.jp).   島根県. 2023年3月7日閲覧。
5. ↑  “運輸・通信（平成27年版） 10-3（1）駅別1日平均乗車人員数”. しまね統計情報データベース (shimane-toukei.jp).   島根県. 2023年3月7日閲覧。
6. ↑  “運輸・通信（令和2年版） 10-3（1）駅別1日平均乗車人員数”. しまね統計情報データベース (shimane-toukei.jp).   島根県. 2023年3月7日閲覧。